# 大周任史君屏盗碑
大周任使君屏盗碑，全稱《大周推诚奉义翊戴功臣特进检校太保使持节济州诸军事行济州刺史兼御史大夫上柱国西河郡开国公食邑二千三百户任公屏盗碑》，原位于山东省菏泽市巨野县巨野鎮城北关护城河外路西。为纪念和颂扬后周官员任汉权的政绩而建。
后周显德二年（955年）立。直到2002年才被发掘、出土，移立于永丰塔西南角。2013年山東省政府指定其為省級重點文物保护单位。